# St. Konrad (Zürich-Albisrieden)

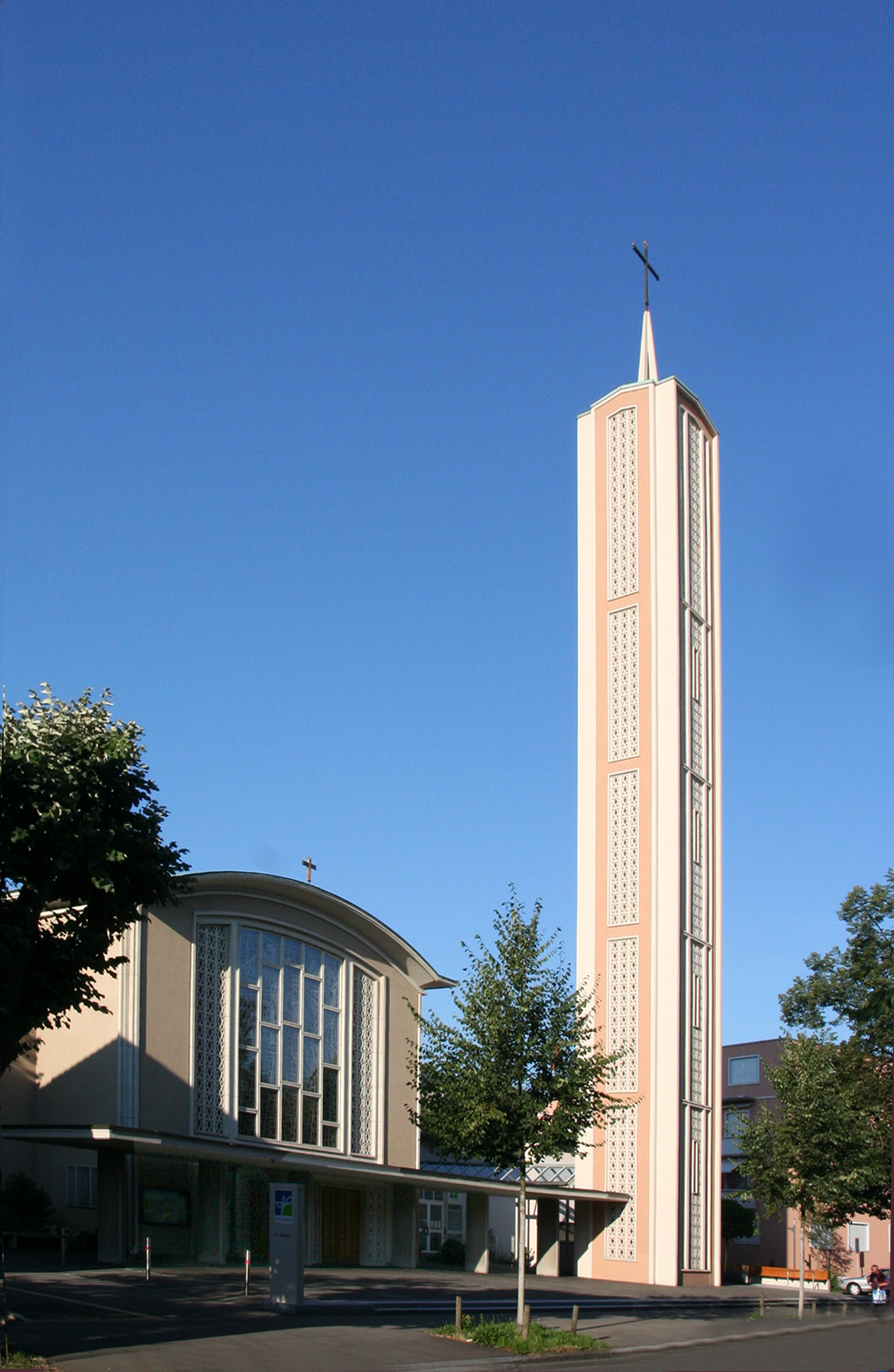
Kirche St. Konrad, Aussenansicht

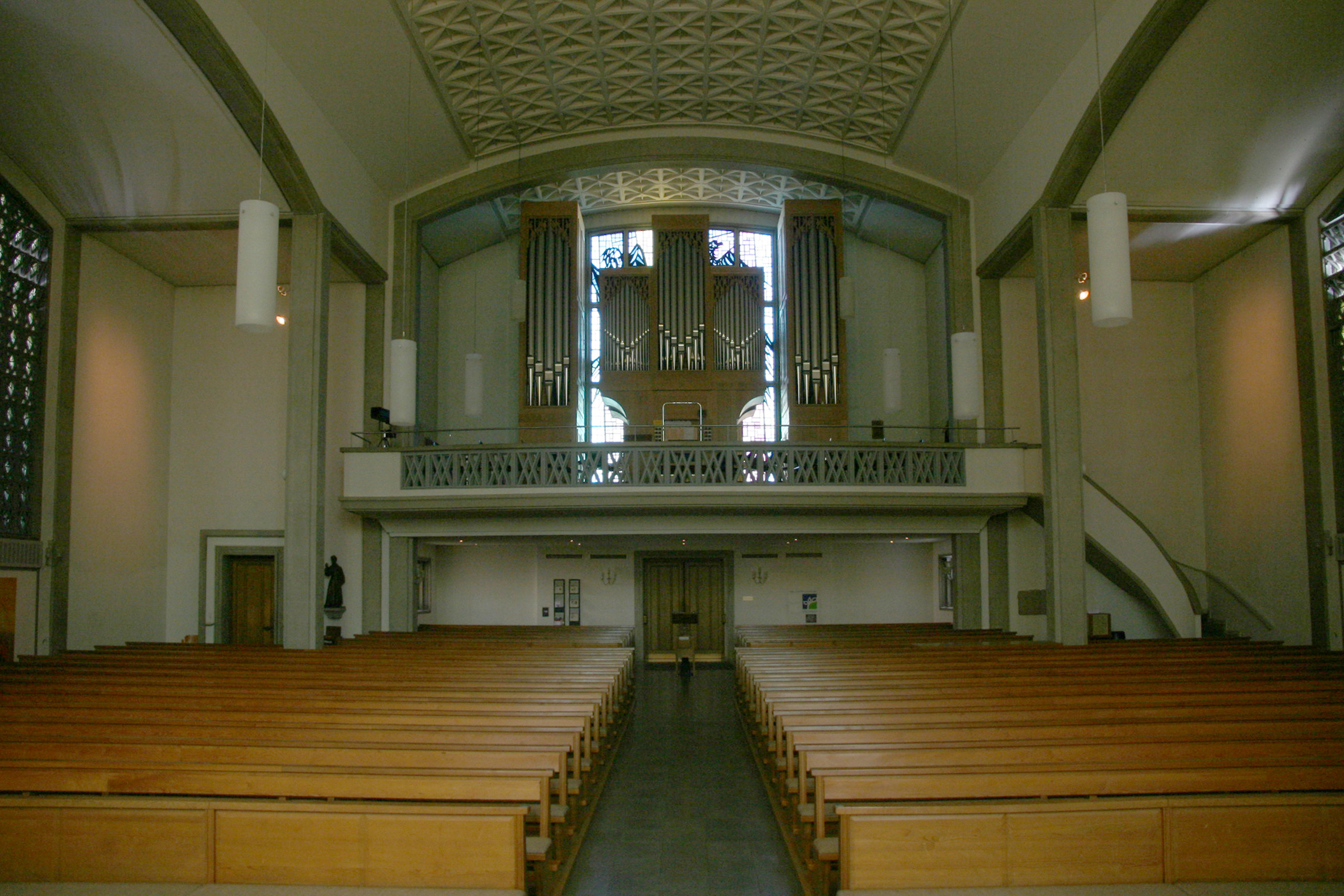
Innenansicht, Blick zur Orgelempore

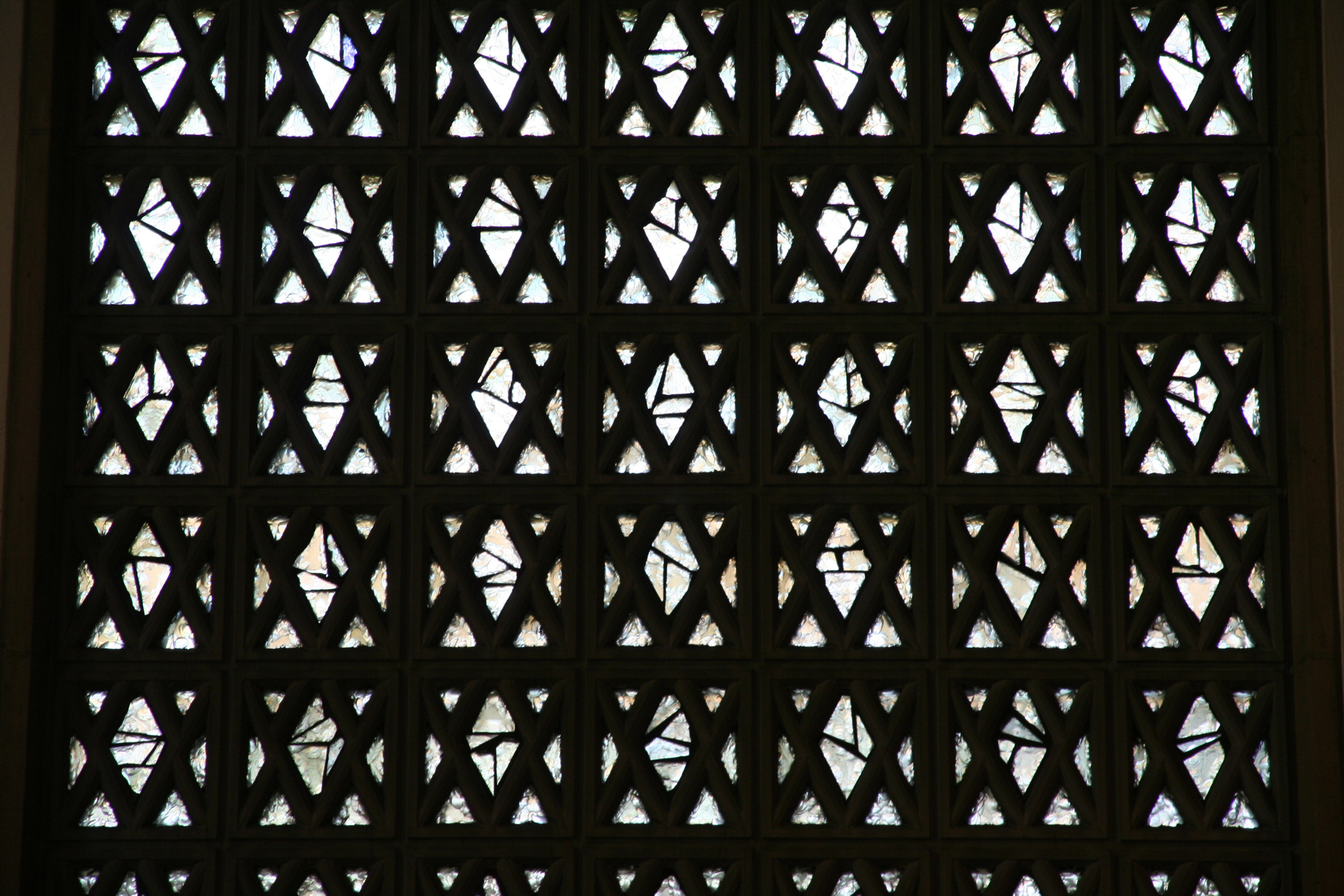
Kirchenfenster, Detailansicht

Die Kirche St.-Konrad ist die römisch-katholische Pfarrkirche des Zürcher Stadtteils Albisrieden.

## Geschichte
Bereits im Jahr 1270 wurde eine Kapelle in Albisrieden erstmals urkundlich erwähnt, welche dem Hl. Konrad (Bischof von Konstanz 934–975) und dem Hl. Ulrich (Bischof von Augsburg 923–973) geweiht war. Während der Reformation ging diese Kirche in den Besitz der reformierten Kirche über und wurde 1815 abgebrochen.
Im Jahr 1951 wurde nach einem Unterbruch von 400 Jahren die erste Messe auf Albisrieder Boden gefeiert. Bis zum Bau der Kirche fanden diese Gottesdienste im Albisriederhaus in einem Saal statt. Die Pfarrei St. Konrad ist eine Tochterpfarrei von Heilig Kreuz (Zürich-Altstetten). Am 1. Juli 1955 wurde St. Konrad zum Pfarrrektorat, am 2. Oktober 1955 zur Pfarrei erhoben.
Von 1953 bis 1955 konnte die heutige Kirche nach Plänen der Architekten Ferdinand Pfammatter und Walter Rieger dank grosszügiger Spenden der Zürcher und der Innerschweizer Katholiken gebaut werden. 1956 folgten der Kirchturm und das Pfarrhaus, 1974 die hinter der Pfarrkirche gelegene, von Architekt Rudolf Mathys gebaute Kapelle. In den Jahren 1982 bis 1988 errichtete Architekt Walter Moser den Neubau eines Pfarreizentrums westlich der Kirche und führte die Sanierung des Kirchturms sowie die Innenrenovation der Kirche durch.
Die Pfarrei St. Konrad ist mit 5'824 Mitgliedern (Stand 2021) eine der mittelgrossen römisch-katholischen Kirchgemeinden der Stadt Zürich.

## Baubeschreibung

### Architektur
Die Kirche befindet sich an der Fellenbergstrasse 231. Aufgrund der geringen Tiefe des Bauplatzes wurde das Gotteshaus als kurze, breite Kirche mit einem geschwungenen, flachbogenförmigen Giebel nach allen vier Seiten konzipiert. Der Grundriss mit den vier Ecksäulen deutet auf einen kreuzförmigen Zentralbau. Der Innenraum ist jedoch deutlich als gerichteter Längsraum konzipiert. Mit den Quertonnen der Seitenschiffe verweist die Kirche St. Konrad auf das Vorbild von Notre-Dame du Raincy, welche von Gustave und Auguste Perret erbaut worden war und zur französischen Betongotik gezählt wird. Die Architekten der Kirche St. Konrad, Ferdinand Pfammatter und Walter Rieger, nahmen weitere Gestaltungselemente der französischen Betongotik auf, so die rhythmisierenden Betonpfeiler und Betongurten, die grossen Kirchenfenster sowie die dekorativen Betongitterwerke.

### Kirchturm und Glocken

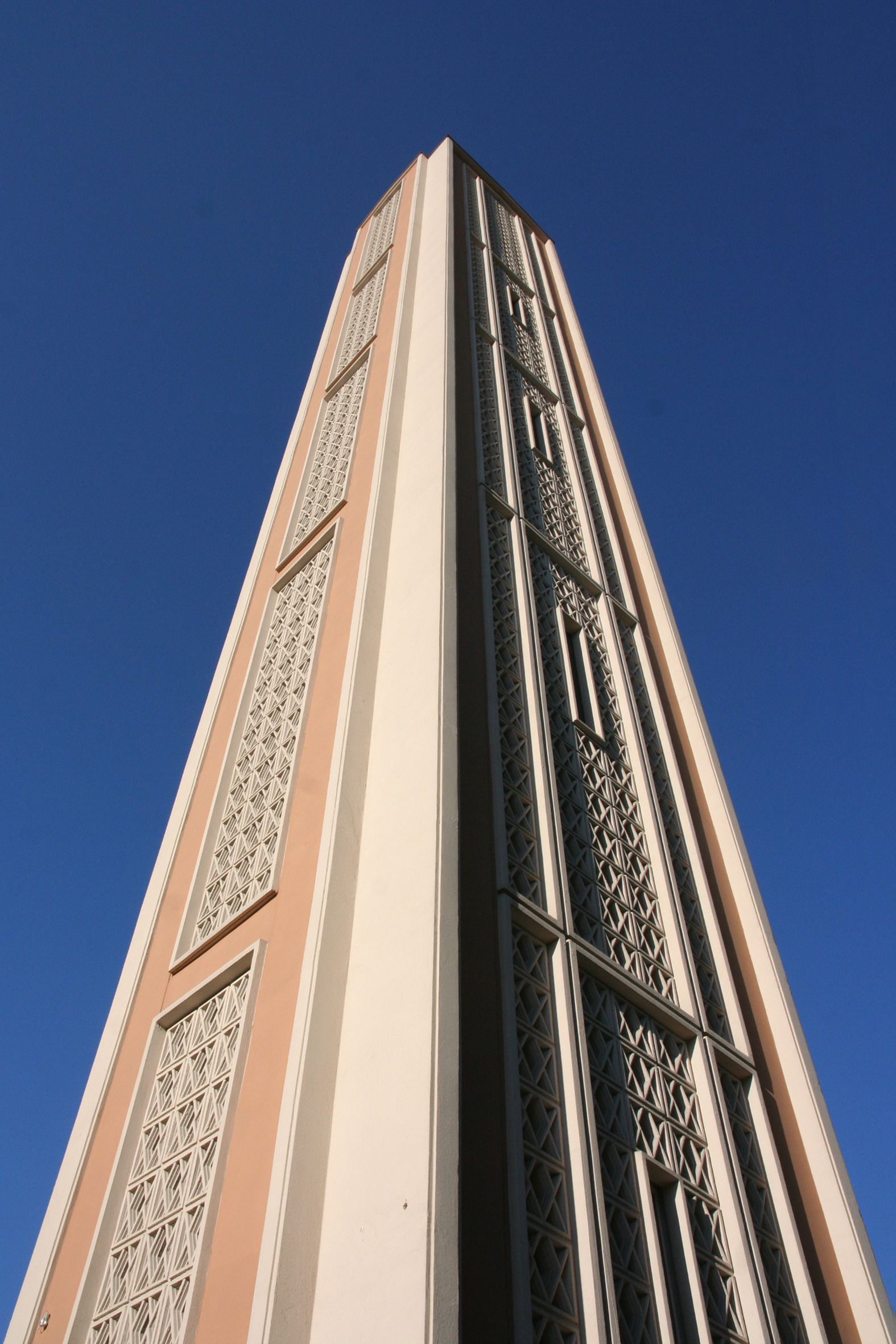
Kirchturm

Der Kirchturm von St. Konrad wurde im Jahr 1956 erbaut und setzt mit seinen 34 Metern ein weit herum sichtbares Zeichen. Ursprünglich sollten es lediglich fünf Glocken sein. Dank einer Spende konnte dem geplanten Geläute die grösste Glocke hinzugefügt werden, welche aufgrund ihrer Dimensionen diagonal in den Kirchturm eingesetzt werden musste. Wenn alle sechs Glocken miteinander läuten, schwankt der Kirchturm sichtbar.
Im Jahr 1959 konnten die von der Firma H. Rüetschi, Aarau gegossenen Glocken geweiht und aufgezogen werden.
| Glocke | Gewicht | Durchmesser | Schlagton | Widmung            |
| ------ | ------- | ----------- | --------- | ------------------ |
| 1      | 5046 kg | 203 cm      | As°       | Hl. Dreifaltigkeit |
| 2      | 1524 kg | 162 cm      | c′        | St. Konrad         |
| 3      | 1450 kg | 135 cm      | es′       | Muttergottes       |
| 4      | 1030 kg | 120 cm      | f′        | St. Josef          |
| 5      | 0718 kg | 107 cm      | g′        | Bruder Klaus       |
| 6      | 0428 kg | 090 cm      | b′        | Schutzengel        |

### Ausstattung

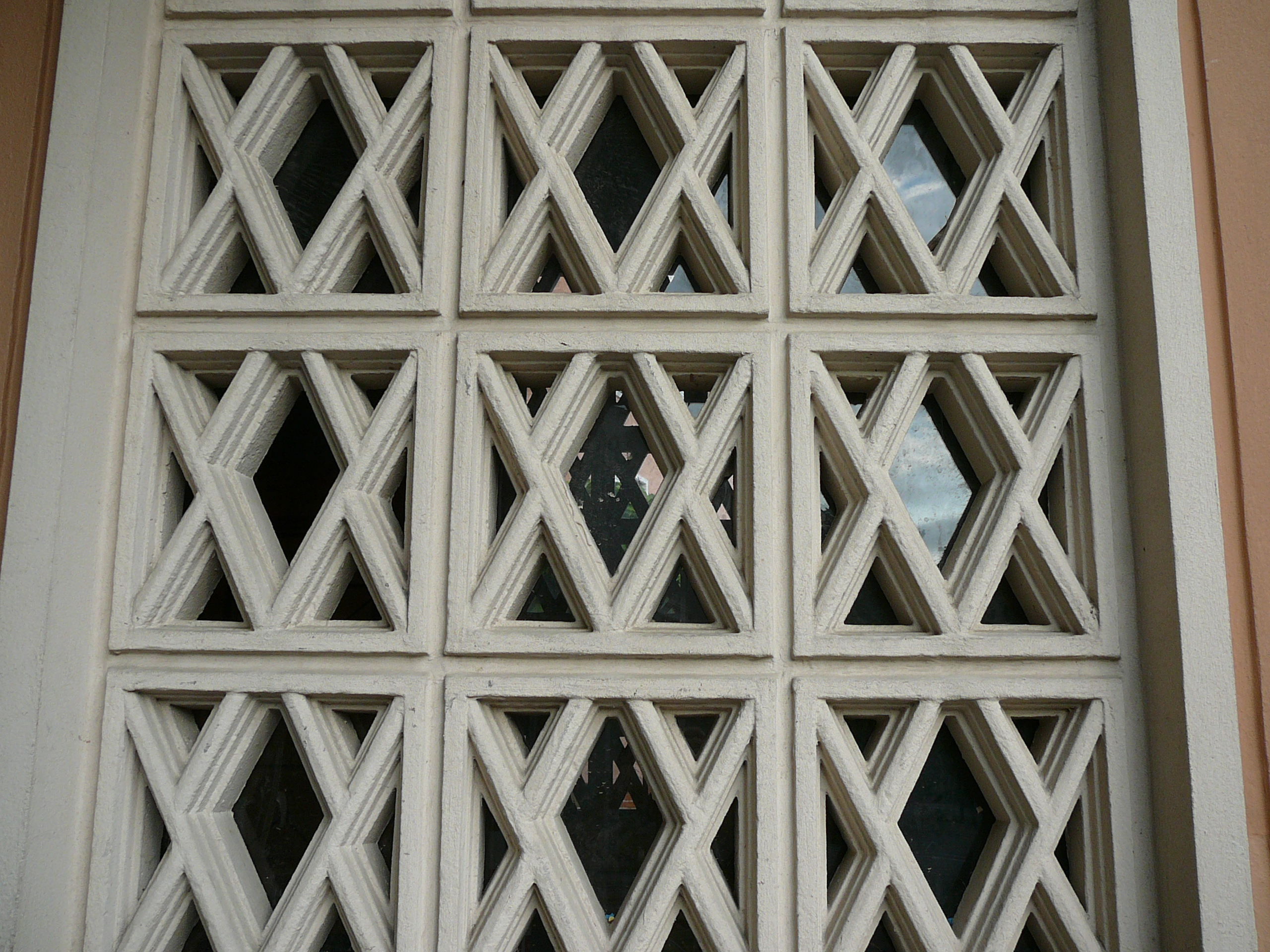
Detail vom Turm: das Betongitterwerk

Ein wesentliches Gestaltungselement des Kircheninneren sind die von Paul Monnier (1907–1982) gestalteten und 1960 eingesegneten Glasfenster. Das große Fenster im Chor zeigt den gekreuzigten Christus, darunter die Muttergottes und etwas abseits den Kirchenpatron, den Hl. Konrad. Das gegenüberliegende Fenster stellt die vier Evangelisten dar.
Im Jahr 1969 wurde der Chor der Kirche ein erstes Mal umgebaut sowie das Kirchenschiff renoviert. Bei der erneuten Umgestaltung des Chores im Jahr 1988 wurde der zentral angeordnete Steinaltar durch einen zur Seite gerückten Holzaltar ersetzt. Zusammen mit dem symmetrisch zum Altar angeordneten Holzambo wird die Ebenbürtigkeit von Wortgottes- und Eucharistiefeier verdeutlicht. Der von der Künstlerin Maya Armbruster (1913–1999) aus Stein gefertigte Tabernakel sowie weitere Ölgemälde von der gleichen Künstlerin, welche an den Seitenwänden der Kirche angebracht sind, runden die Innenausstattung der Kirche ab.

### Orgel

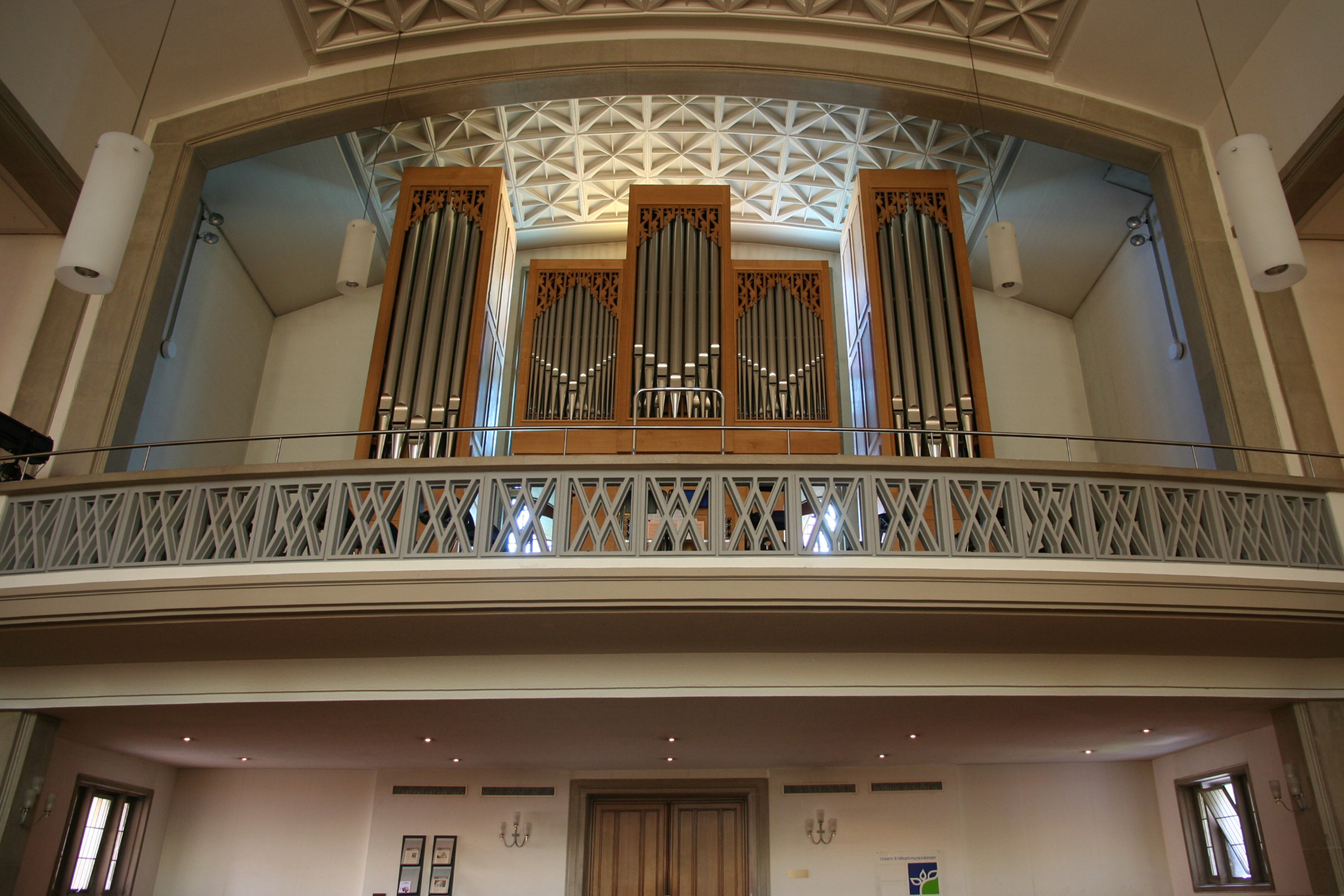
Metzler-Orgel von 2005

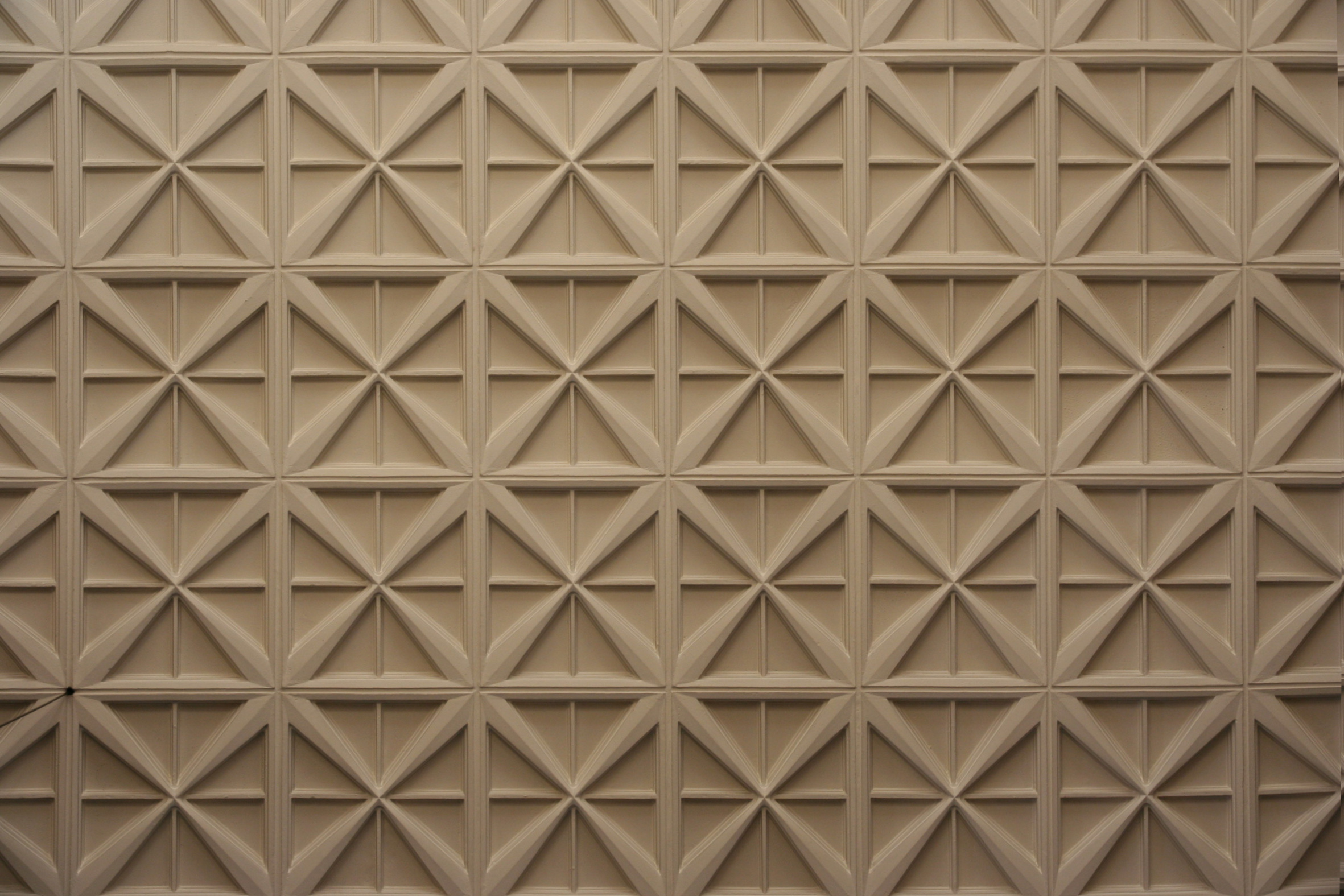
Struktur der Kirchendecke, Detailansicht

Eine erste Orgel, die im Jahr 1965 auf der Empore aufgebaut wurde, wurde im Jahr 2005 durch eine neue Orgel von der Firma Metzler ersetzt. Sie ist das op. 625 dieser Orgelbaufirma und hat 27 klingende Register, verteilt auf zwei Manuale und Pedal gemäß unten folgender Disposition. Mit ihrer zentralen Positionierung auf der Empore verdeckt sie das monumentale Glasfenster mit den vier Evangelisten von Paul Monnier an der Hauptfassade der Kirche.
| I Hauptwerk C–g3 |       |
| Bourdon          | 16′   |
| Principal        | 8′    |
| Salicional       | 8′    |
| Rohrflöte        | 8′    |
| Octave           | 4′    |
| Holzflöte        | 4′    |
| Superoctave      | 2′    |
| Sesquialtera II  |       |
| Mixtur IV        | 1 ⁄3′ |
| Trompete         | 8′    |

| II Schwellwerk C–g3 |        |
| Gambe               | 8′     |
| Voix céleste        | 8′     |
| Salicional          | 8′     |
| Traversflöte        | 8′     |
| Principal           | 4′     |
| Nachthorn           | 4′     |
| Nasard              | 2 ⁄3′  |
| Waldflöte           | 2′     |
| Terz                | 1 3⁄5′ |
| Mixtur IV           | 2′     |
| Oboe                | 8′     |
| Tremulant           |        |

| Pedalwerk C–f1 |     |
| Prinzipal      | 16′ |
| Subbass        | 16′ |
| Oktavbass      | 8′  |
| Choralbass     | 4′  |
| Posaune        | 16′ |
| Trompete       | 8′  |

- Koppeln: II/I, I/P, II/P
- Spielhilfen: Organo Pleno an/ab für Principale Hauptwerk, Pedalwerk

### Kapelle
Für kleinere Gottesdienste, aber auch für Meditationen und für das persönliche Gebet steht seit 1974 hinter der Pfarrkirche eine Kapelle bereit. Sie ist dem Hl. Bruder Klaus geweiht und enthält als wichtigstes Gestaltungselement ein Wandbild, das vom Architekt Rudolf Mathys und von der Künstlerin Maya Armbruster gemeinsam gestaltet wurde; es stellt die Stadt Jerusalem dar.

## Würdigung
Die Kirche St. Konrad gehört zu einer Reihe von Kirchen, die von Ferdinand Pfammatter und Walter Rieger im Raum Zürich erbaut wurden und durch die charakteristischen Gestaltungselemente der Betongotik eine formale Verwandtschaft aufweisen: Die Kirche Dreikönigen in Zürich-Enge (1949–1951), die Kirche Maria Frieden in Dübendorf (1950–1952), die Kirche St. Marien in Herrliberg (1956), die Kirche St. Gallus in Zürich-Schwamendingen (1956–1957) sowie die Kirche Sainte Famille der Mission catholique de la langue française in Zürich-Hottingen (1966). Als einzige all dieser Kirchen handelt es sich bei der Kirche St. Konrad um einen Zentralbau.